# Nuri Şahin (Volleyballspieler)
Nuri Şahin (* 1. Januar 1980 in Tokat) ist ein türkischer Volleyball- und Beachvolleyballspieler. Er wurde zwei Mal Hallenmeister und Supercupsieger sowie siebenfacher Pokalsieger seines Heimatlandes. Mit der Nationalmannschaft gewann er 2005 und 2007 die Sommer-Universiade.

## Karriere

### Karriere Halle
Seinen ersten türkischen Pokal gewann der Libero 1995 mit Eczacıbaşı Istanbul. Bis 2015 folgten weitere sechs Siege. Dazu gehörte auch das Double 2008 aus Meisterschaft und Pokal mit Fenerbahçe Istanbul sowie das Triple 2014 mit zusätzlich dem Supercupsieg mit Halkbank Ankara. Mit dem Verein aus der Landeshauptstadt stand er im gleichen Spieljahr im Finale der Champions League und gewann er ein Jahr zuvor den CEV-Cup. Mit Arkas Sport Izmir war er schon 2009 Challenge Cup Sieger geworden.
Şahin kam auch in der türkischen Nationalmannschaft zum Einsatz. Mit der Auswahl seines Heimatlandes siegte er sowohl 2005 als auch 2007 bei der Sommer-Universiade der FISU. Außerdem qualifizierte er sich mit der Mannschaft für die Europameisterschaften 2007 und 2009. Beide Male schied das Team jedoch in der Vorrunde als Gruppenvierter aus. Der letzte Verein von Sahin war İBB Spor Kulübü. Nach der Saison 2018/19 beendete der Athlet seine aktive Hallenkarriere.

### Karriere Beach
Şahin hatte 2011 beim Satellite-Turnier in Lausanne seinen ersten Auftritt als Beachvolleyballer mit Murat Giginoğlu. Das Duo erreichte einen fünften Platz in Constanța. Im August kamen die beiden Türken bei der EM in Kristiansand nicht über die Vorrunde hinaus. 2013 gewann der in der Provinz Tokat geborene Sportler ein nationales Turnier seines Heimatlandes mit Hakan Göğtepe und belegte bei einer weiteren Veranstaltung mit seinem Partner den dritten Rang. Anschließend beendete er seine Karriere im Sand. Elf Jahre später trat er noch einmal mit Ali Cebeci bei einem Event der türkischen Pro Beach Tour an. Am Strand von Ören in der Provinz Balıkesir erreichten die beiden die unterste Stufe des Podests.

### Trainerkarriere
Nach seiner aktiven Laufbahn betreute Sahin als Chefcoach in der Saison 2020/21 Bursa Büyükşehir Belediyespor und wurde mit dem Sportclub Dreizehnter. Seit 2021 ist er hauptverantwortlicher Trainer von Bursa Büyükşehir Belediyespor. Beste Resultate waren ein fünfter Platz im Pokal und ein sechster Rang in der Meisterschaft 2022. Dazu kam ein Jahr später der Gewinn des Balkan Volleyball Association (BVA) Cups.

## Auszeichnungen
- 2006: Bester Libero der türkischen Liga
- 2006: Bester Libero der European Golden League
- 2007: Bester Libero der türkischen Liga
- 2011: Bester Libero der türkischen Liga
- 2013: Beste Annahme des CEV Cups
- 2015: Bester Libero im türkischen Pokal[5]